# Loconville
Loconville je francouzská obec v departementu Oise v regionu Hauts-de-France. V roce 2011 zde žilo 353 obyvatel.

## Vývoj počtu obyvatel
Počet obyvatel 